# Чан Яні
Чан Яні (7 грудня 2001) — китайська стрибунка у воду.
Чемпіонка світу з водних видів спорту 2017 року.
Переможниця Азійських ігор 2018 року.

## Виступи на Олімпіадах
| Олімпіада  | Дисципліна                                | Місце |
| ---------- | ----------------------------------------- | ----- |
| Париж 2024 | стрибки з 3-метрового трампліна           | 3     |
| Париж 2024 | синхронні стрибки з 3-метрового трампліна | 1     |